# Odontelia arbusculae
Odontelia arbusculae är en fjärilsart som beskrevs av Sukhareva 1970. Odontelia arbusculae ingår i släktet Odontelia och familjen nattflyn. Inga underarter finns listade i Catalogue of Life.